# 石膏板

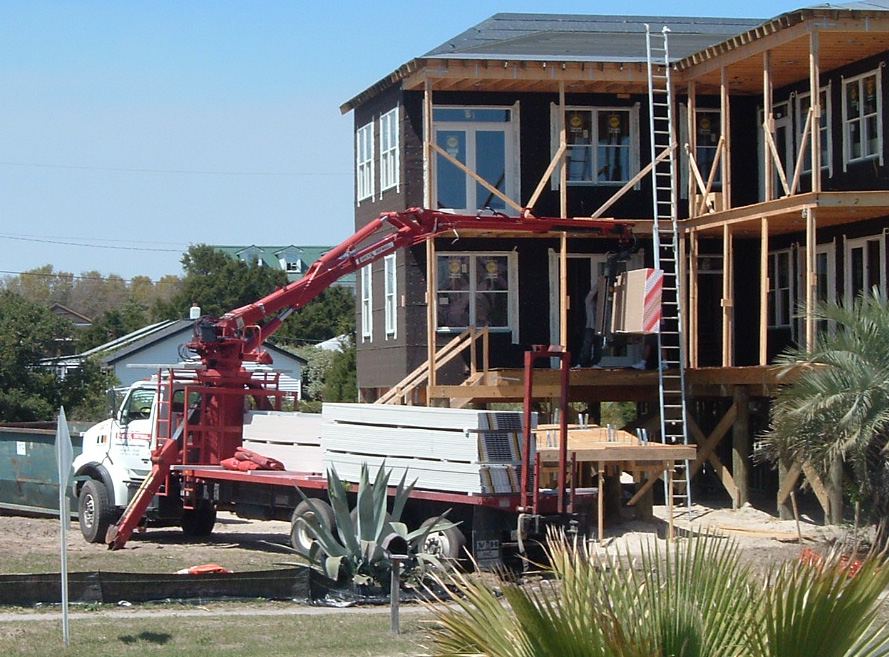
石膏板由一架吊臂貨車運到建築工場，吊臂直接把石膏板卸载到二樓的窗戶。

石膏板（又稱為 牆板, 乾壁）是一種板狀的人造建筑材料。由硫酸钙(石膏)加入添加劑再擠壓而成板塊形狀，再煅烧、打磨而成。它可以用來建築成室內的牆或天花板。在石膏粉中加入了纖維(通常是紙或玻璃纖維)，增塑剂，发泡剂以及一些防止發霉的添加劑，這些會增加阻燃性能及減少吸水力。
使用石膏板作為牆體的主要建築材料，在北美和加拿大是流行的建築方式
。

## 建築應用
比起一個星期才能完成的板条抹灰建築方法，使用石膏板就可以在一到兩日內建成一間二層的洋楼，石膏板簡單的施工方法使许多业余的家庭木匠也可以使用。

## 聲學處理
石膏板施工可以減少聲音經由牆和天花板傳播。好幾本建築工書籍表明，厚的石膏板可以減少聲音傳播。另一方面，工程師手冊建議使用多層或不同的厚度的石膏板黏合在一起，或者使用為隔聲而特殊設計的石膏板。 同時使用鋼製的龍骨框架、更闊的間距、雙層、填充物等施工方法及細節。在木板牆的兩邊同時加上1/2吋石膏板在其中一邊加入彈性阻尼再加入玻璃纖維填充，声音传播等级(STC) 可以由普通的木板牆的33級提升到59級。